# Рада (газета)
«Ра́да» (с укр. — «Совет») — единственная ежедневная украинская общественно-политическая, экономическая и литературная газета либерального направления, выходившая на украинском языке на Приднепровье.

## История газеты
«Рада» возникла как непосредственное продолжение газеты «Громадська думка» («Общественная мысль», 1905—1906), запрещённой властями. Выходила в Киеве с 15 сентября 1906 до 2 августа 1914 года. Издавал и финансировал её Евгений Чикаленко, при некоторой материальной поддержке Василия Симиренко, Леонида Жебунёва, Петра Стебницкого, Владимира Леонтовича.
«Рада» была непартийной газетой, хотя общую линию её определяло «Товарищество украинских прогрессистов», членами которого были Евгений Чикаленко и некоторые из сотрудников. Имея ряд отделов с постоянными редакциями, «Рада» освещала жизнь всех украинских земель и откликалась на все общественно-политические и культурные проявления, чем привела к формированию украинского сознания предвоенного времени. Главными редакторами «Рады» были Федор Матушевский, Н. Павловский (1907—1913), Андрей Никовский (1913—1914); секретарями редакции — Симон Петлюра, Василий Королёв, Павел Сабалдырь (Майорский). Отдельными отделами руководили: Дмитрий Дорошенко (обзоры по Украине), Михаил Лозинский (заграничный отдел), Людмила Старицкая-Черняховская (обзоры по России), Григорий Шерстюк (школа, воспитание), М. Гехтер (социально-экономические дела), Богдан Ярошевский, иногда Вячеслав Липинский (польские дела). Ближайшими сотрудниками «Рады» были А. Хотовицкий, Спиридон Черкасенко, П. Гай, А. Кузьминский, О. Панасенко, М. Понятенко, Леонид Пахаревский, Максим Синицкий.
Кроме названных, в «Раде» сотрудничали: Михаил Грушевский, Иван Франко, Василий Доманицкий, Николай Вороной, Александр Олесь, Владимир Винниченко, Филипп Капельгородский, М. Левицкий, Владимир Дурдуковский и др. Вообще вокруг «Рады» собирались выдающиеся деятели будущей Украинской Народной Республики. Однако, несмотря на столь важное значение «Рады», ввиду постоянных преследований российской администрации, частых конфискаций и финансовых кар тираж её едва достигал 3—5 тыс. экземпляров (число подписчиков — 1—3 тыс.), и хронические убытки покрывал Евгений Чикаленко.
Несмотря на проявления редакцией лояльности, на третий день после вступления России в Первую мировую войну российские власти закрыли «Раду», и она возобновилась только после февральской революции 1917 года под названием «Нова Рада» (выходила с марта 1917 по январь 1919, закрыта властями в феврале 1919). В 1990-е годы на Украине предпринимались попытки вновь возродить газету под названием «Рада», отдельные номера выходили в 1991—1997 гг.